# Rajhradice
Rajhradice (v místním nářečí Réhradice) jsou obec v okrese Brno-venkov v Jihomoravském kraji, v Dyjsko-svrateckém úvalu. Žije zde přibližně 1 600 obyvatel. Na západě hraničí Rajhradice s městem Rajhrad, na jihu s Opatovicemi, na východě s Otmarovem a na severu s Rebešovicemi.
Vedle původních Rajhradic zahrnuje obec také západně položenou bývalou obec Loučku, s níž tvoří jednotný urbanistický celek. Přímo na bývalé hranici Rajhradic a Loučky se nachází budova zdejší mateřské školy, jakož i dům číslo popisné 440.

## Historie
První písemná zmínka o obci je z roku 1292 (in Rayhradicz). Zmínka o obci ve falzu ze 13. století (Raigradici) se hlásí k roku 1048, kdy byla již existující obec darována rajhradskému klášteru.
Moderní Rajhradice vznikly dobrovolným sloučením obcí Rajhradice a Loučka k 8. červnu 1951.

## Obyvatelstvo
| Rok            | 1869 | 1880 | 1890 | 1900 | 1910 | 1921 | 1930  | 1950  | 1961  | 1970  | 1980  | 1991  | 2001  | 2011  | 2021  |
| -------------- | ---- | ---- | ---- | ---- | ---- | ---- | ----- | ----- | ----- | ----- | ----- | ----- | ----- | ----- | ----- |
| Počet obyvatel | 546  | 621  | 653  | 712  | 766  | 789  | 1 114 | 1 063 | 1 266 | 1 229 | 1 186 | 1 090 | 1 176 | 1 263 | 1 479 |
| Počet domů     | 55   | 82   | 85   | 95   | 117  | 117  | 205   | 260   | 282   | 292   | 313   | 355   | 376   | 419   | 475   |

Vývoj počtu obyvatel

## Obecní správa

### Obecní symboly
Znak byl obci udělen rozhodnutím předsedy Poslanecké sněmovny Parlamentu České republiky dne 12. května 1997 a vlajka byla obci udělena rozhodnutím předsedy PSP ČR dne 7. května 1997.

## Doprava
Územím obce prochází dálnice D2 a silnice III. třídy:
- III/41610 Otmarov – Rajhradice
- III/41614 Rebešovice – Rajhradice – Opatovice
- III/41617 Rajhrad – Rajhradice

## Pamětihodnosti
- Sýpka rajhradského kláštera z roku 1809
- Zvonice v Loučce, postavena 1848
- Kaple svaté Scholastiky, postavena 1897
- Škola z roku 1891
- klasicistní kamenný kříž datovaný 1795

## Významní občané
- Rudolf Němeček (* 1853),  řídící učitel [10] - čestným občanem jmenován 14. října 1921
- Jiří Lipták (* 1982), myslivec, sportovní střelec, olympijský vítěz v trapu v Tokiu 2020

## Společenský život
- Vynášení Morany na smrtnou neděli – děvčata
- Velikonoční hrkání = nahrazování zvonů – chlapci
- Mrskut – pomlázka na velikonoční pondělí
- Stanislavské hody – 7. května
- Babské hody – po hodech stanislavských
- Zpívání koled – 24. prosince

## Galerie

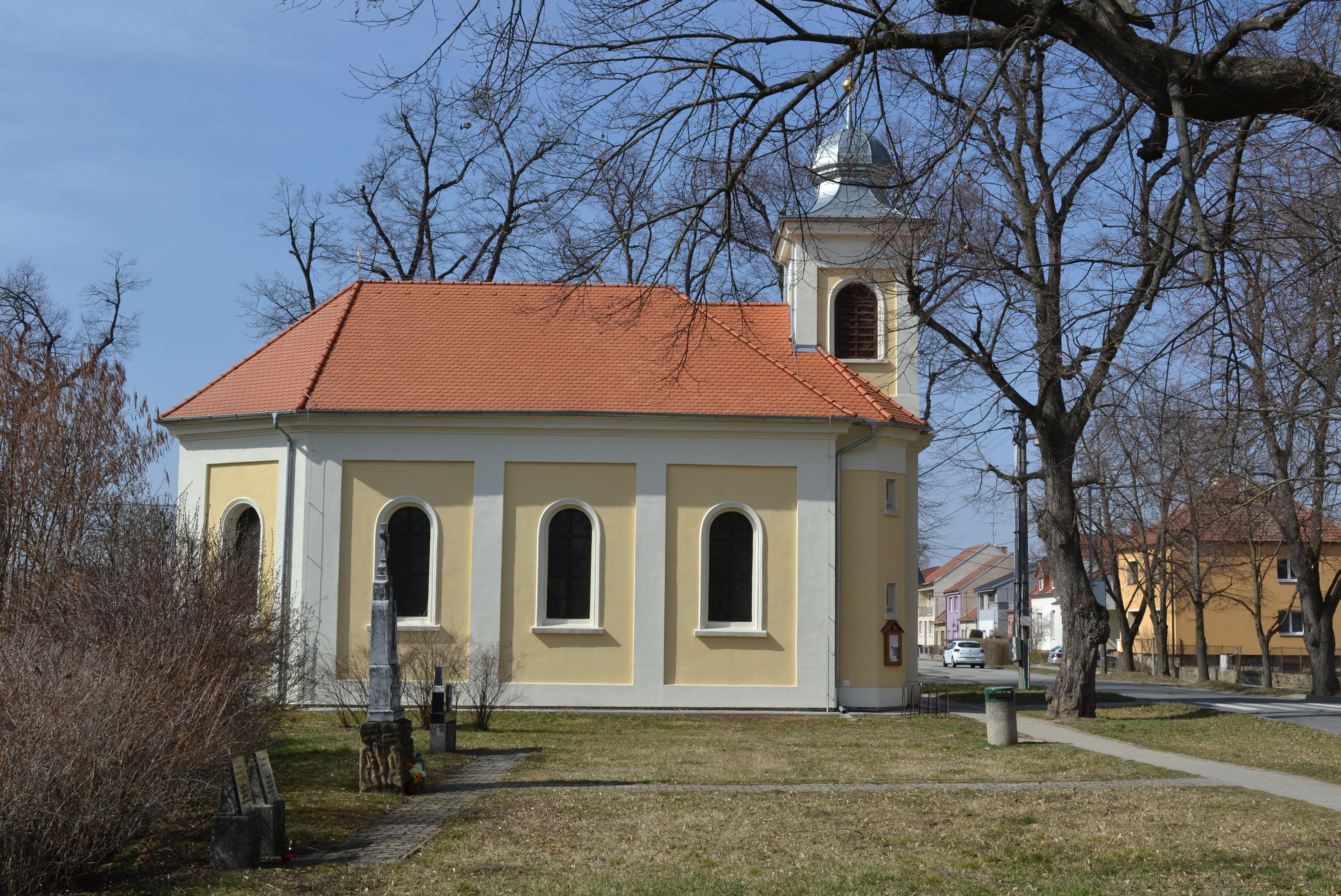
Kaple svaté Scholastiky
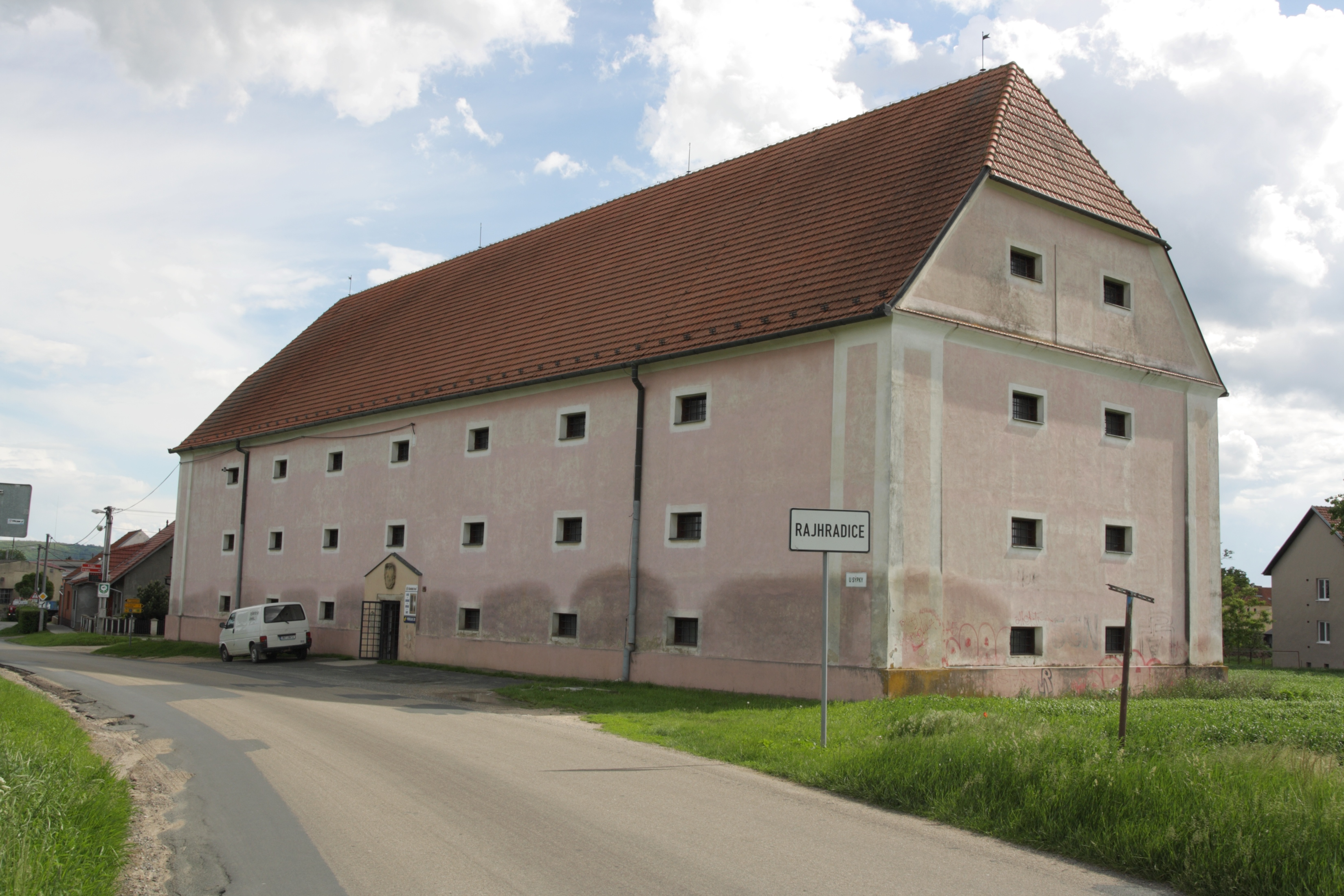
Klášterní sýpka
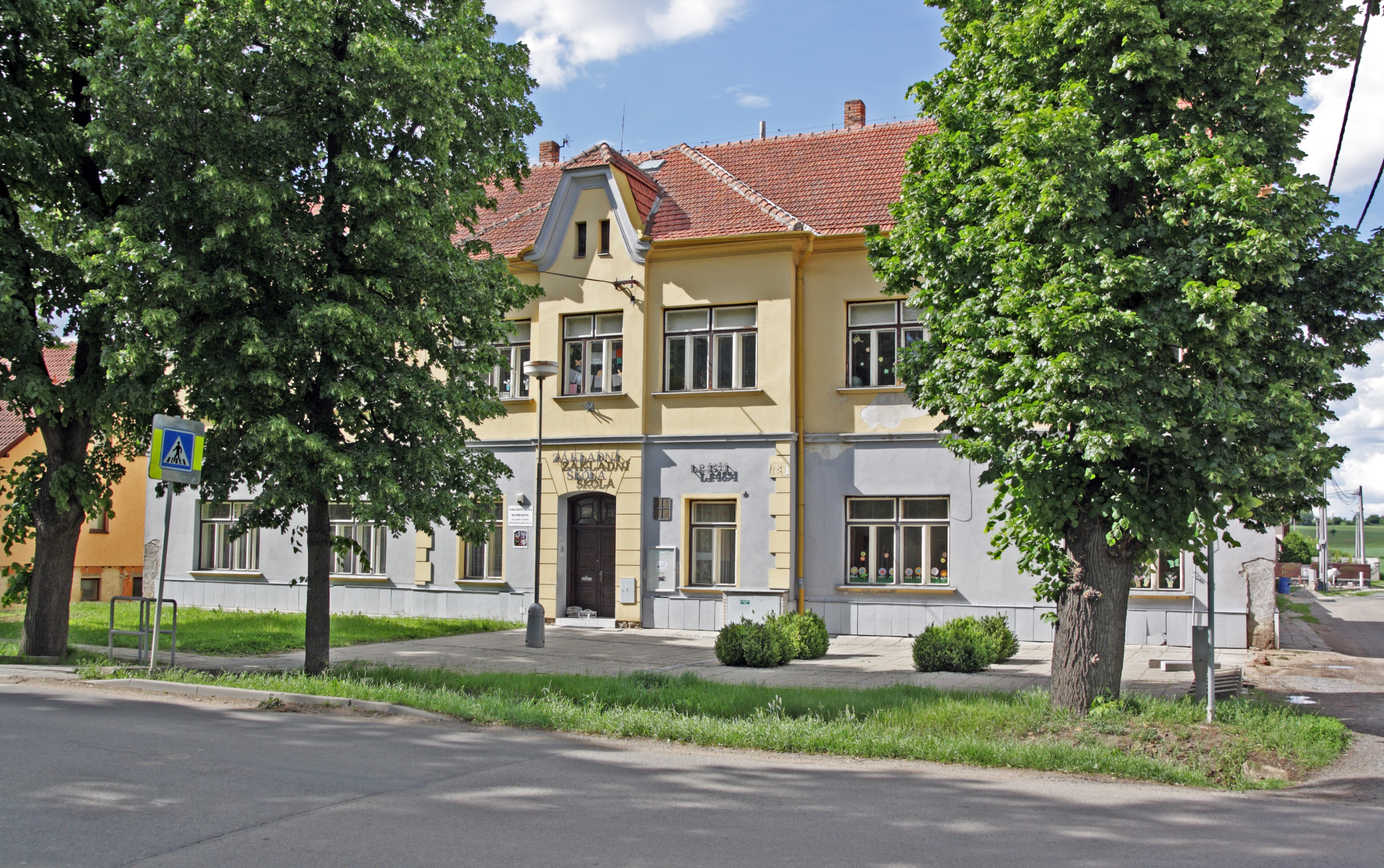
Stará základní škola
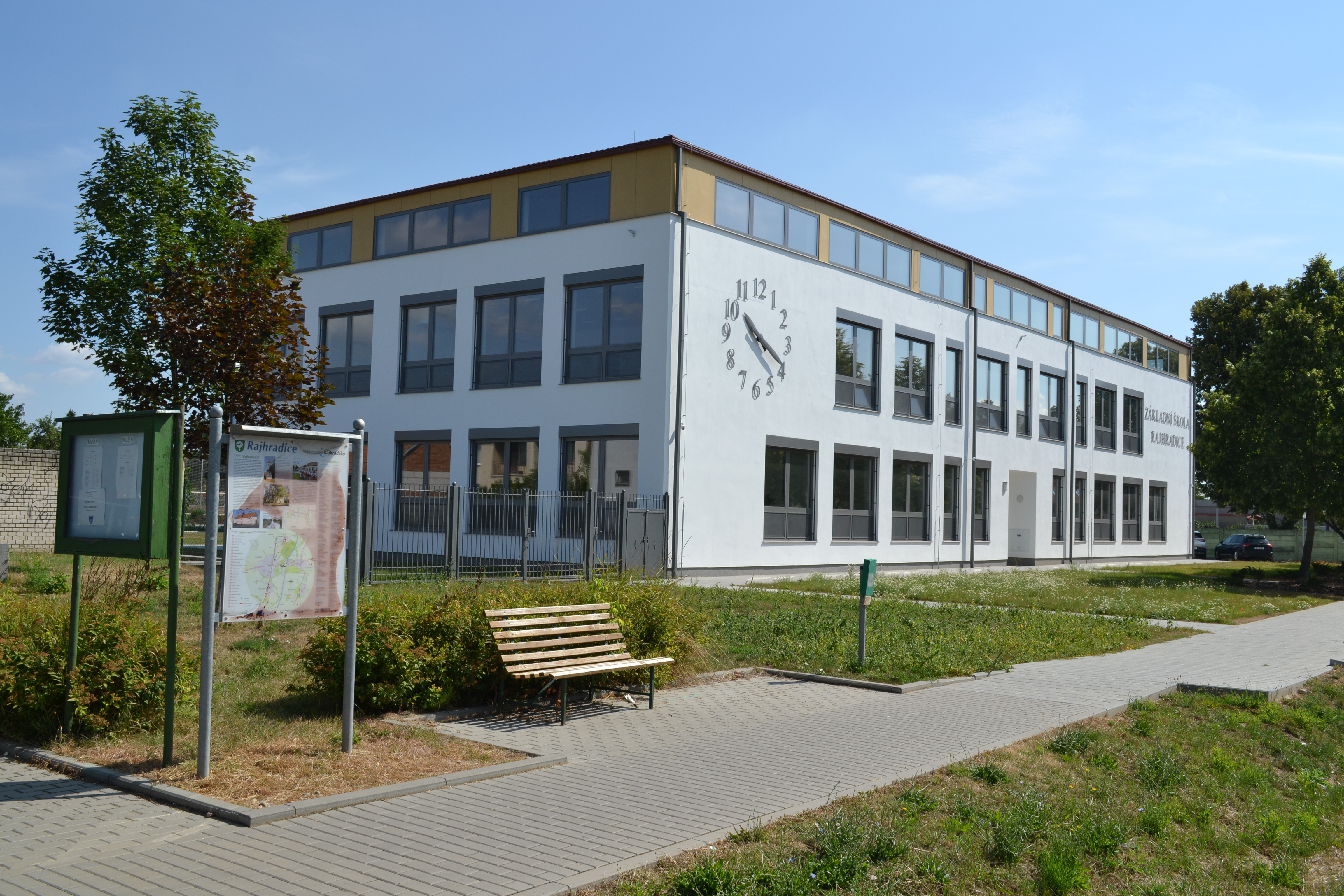
Nová základní škola
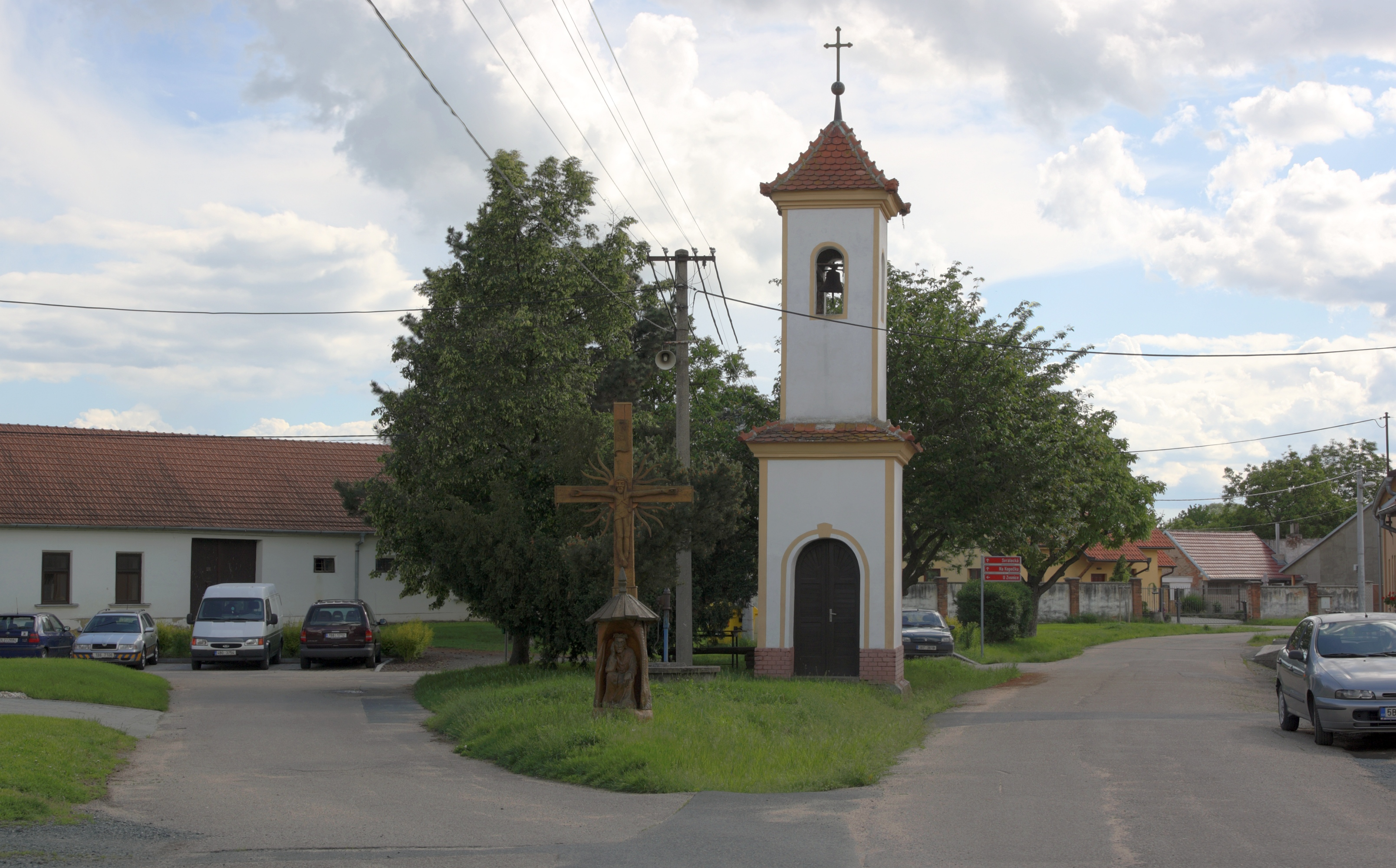
Náves bývalé Loučky
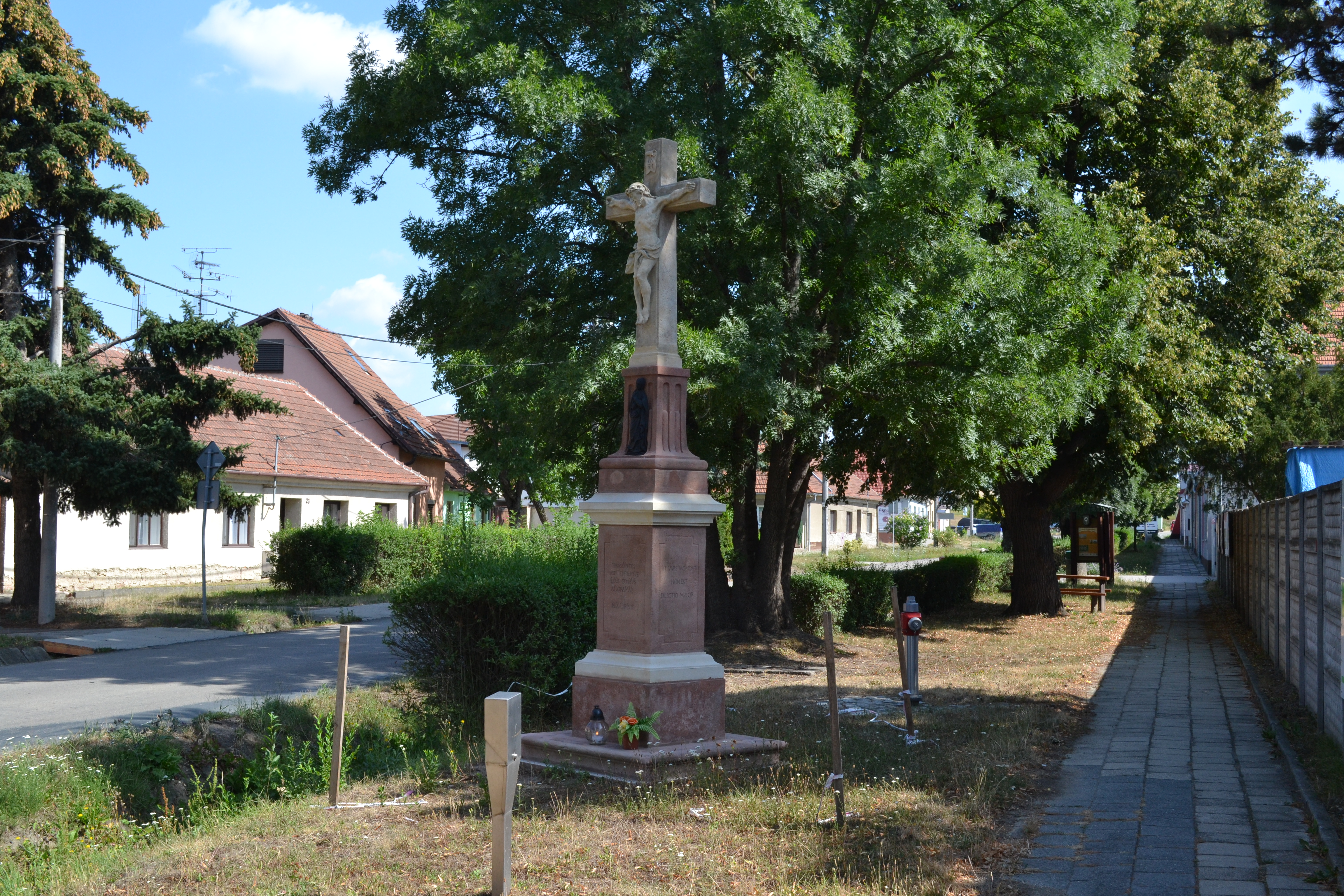
Kříž z konce 18. stol
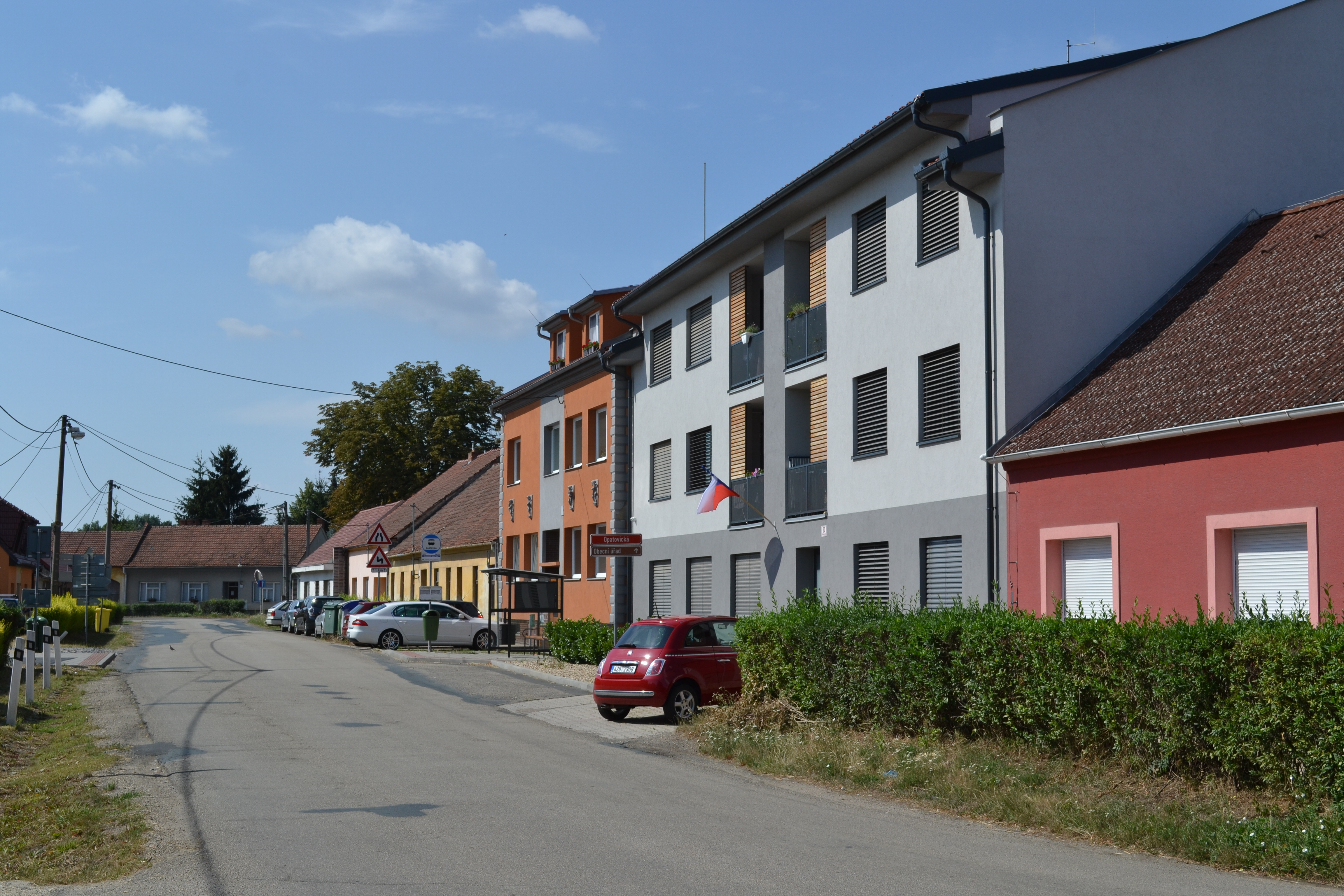
Ulice Opatovická
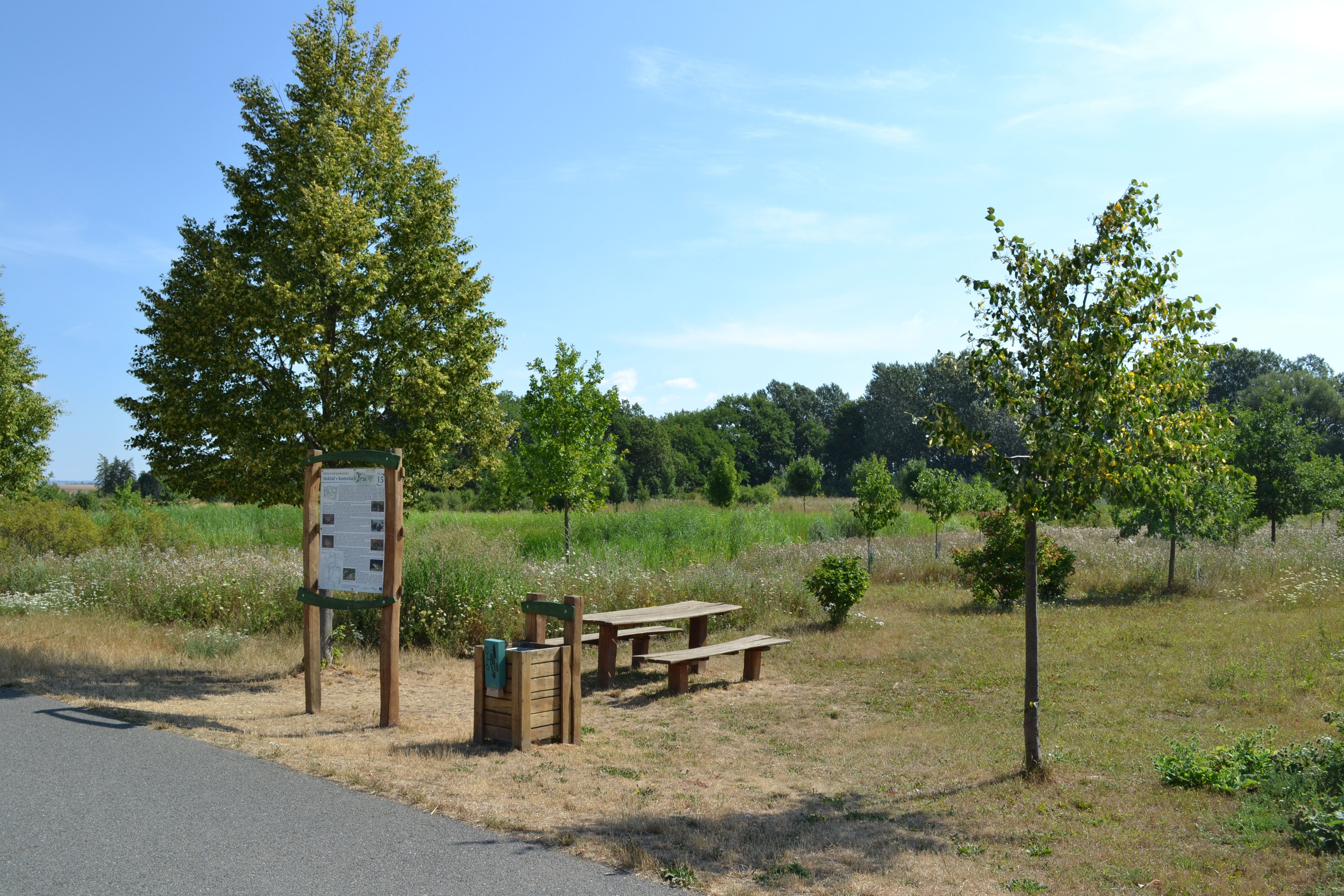
Mokřad v Kantorkách